# 1831 en mathématiques
| Années des mathématiques : 1828 - 1829 - 1830 - 1831 - 1832 - 1833 - 1834    |
| Décennies des mathématiques : 1800 - 1810 - 1820 - 1830 - 1840 - 1850 - 1860 |

Cet article présente les faits marquants de l'année 1831 en mathématiques.

## Évènements
- 13 janvier : le mathématicien écossais William Wallace décrit son eidographe devant la Royal Society of Edinburgh[1].
- Le mathématicien hongrois János Bolyai (1802-1860) invente un système de géométrie non euclidienne publié en 1832 dans un appendice au Tentamen de son père Farkas Bolyai[2].

## Naissances

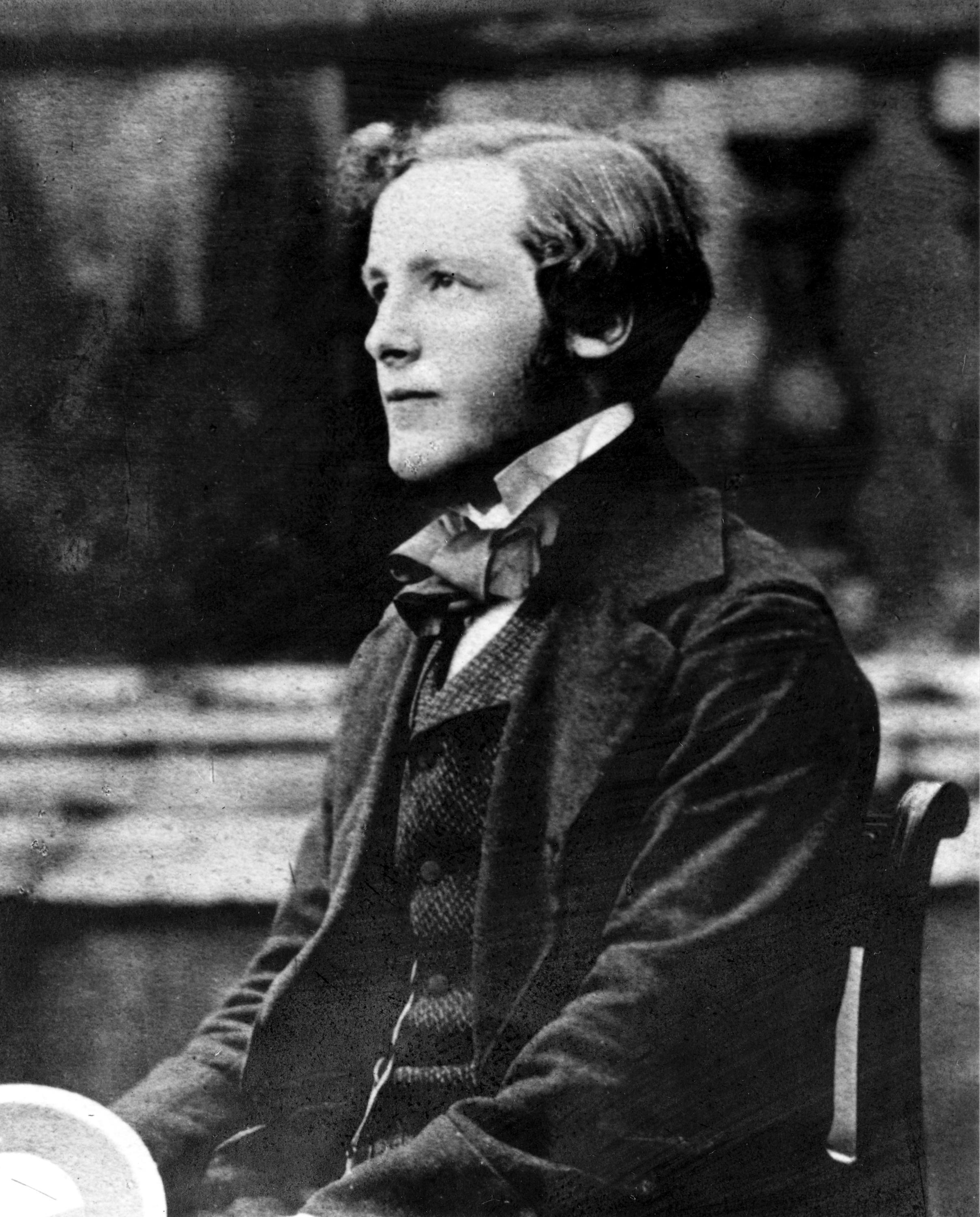
James Clerk Maxwell au Trinity College

- 22 janvier : Francis Guthrie (mort en 1899), mathématicien et botaniste sud-africain.
- 28 avril : Peter Guthrie Tait (mort en 1901), physicien et mathématicien écossais.
- 13 juin : James Clerk Maxwell (mort en 1879), physicien et mathématicien écossais.
- 17 juillet : Amédée Mannheim (mort en 1906), ingénieur, officier et mathématicien français.
- 31 août : Georg Sidler (mort en 1907), mathématicien suisse.
- 1er octobre : Joseph Delbœuf (mort en 1896), mathématicien, philosophe et psychologue belge.
- 6 octobre : Richard Dedekind (mort en 1916), mathématicien allemand.
- 2 décembre : Paul David Gustave du Bois-Reymond (mort en 1889), mathématicien allemand.

## Décès

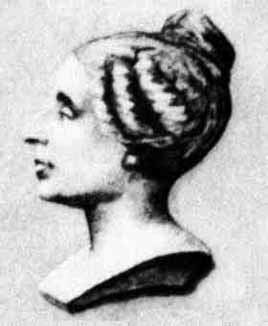
Sophie Germain

- 19 avril : Johann Gottlieb Friedrich von Bohnenberger (né en 1765), astronome, mathématicien et physicien allemand.
- 27 juin : Sophie Germain (née en 1776), mathématicienne française.